# Patricia Tulasne
Patricia Tulasne (* 16. Januar 1959 in Boulogne-Billancourt) ist eine kanadische Filmschauspielerin und Synchronsprecherin.

## Leben
Patricia Tulasne wurde in Frankreich nahe Paris geboren. Sie zog mit ihren Eltern nach Kanada und studierte Schauspiel am Konservatorium in Montreal. Ab Mitte der 1980er Jahre wurde sie als Schauspielerin tätig. 1991 spielte sie die Hauptrolle der Marianne im Drama La Demoiselle sauvage. Weitere größere Rollen hatte sie in Martyrs, I Killed My Mother und Herzensbrecher.

## Filmografie (Auswahl)
- 1990: Die Armut der Reichen (La misère des riches, Miniserie, 6 Folgen)
- 1991: La Demoiselle sauvage
- 1992: Montréal ville ouverte (Miniserie, 13 Folgen)
- 1994: Louis 19, le roi des ondes
- 2000: Marie et Tom
- 2006: Cadavre exquis, première édition
- 2008: Martyrs
- 2009: I Killed My Mother (J’ai tué ma mère)
- 2010: Herzensbrecher (Les amours imaginaires)
- 2012: Laurence Anyways
- 2015: The Walk
- 2016: Einfach das Ende der Welt (Juste la fin du monde)